# Reijola (Lappeenranta)
Reijola est le quartier numéro 14 de Lappeenranta Finlande,.

## Présentation
Le quartier située en périphérie du centre-ville, le long de la route nationale 6, abrite notamment la gare de Lappeenranta,.